# Accipiter poliogaster
Lo sparviero pettogrigio (Accipiter poliocephalus (Temminck, 1824)) è un uccello rapace della famiglia degli Accipitridi originario dell'America del Sud.

## Descrizione

### Dimensioni
Misura 38–50 cm di lunghezza; l'apertura alare è di 69–84 cm.

### Aspetto
Questo predatore del genere Accipiter ha corpo robusto, testa e becco tozzi, ali corte e coda relativamente breve. Zampe e piedi sono possenti. Gli adulti sono prevalentemente bianchi e neri, mentre i giovani sono più colorati. I sessi sono identici, tuttavia la femmina è dal 4 al 21% più grande. I giovani hanno un aspetto talmente differente da quello degli adulti che per lungo tempo si è pensato appartenessero a un'altra specie. Negli adulti, nel piumaggio fresco di muta, le parti superiori sono nere o nerastre con una lucentezza particolarmente pronunciata nei maschi. Quando il piumaggio è usurato, appaiono nettamente più brunastre, specialmente nella femmina. Sulla coda vi sono due o tre bande grigie, ben evidenti e strette, prima di una piccola punta bianca. Le guance variano dal nero al grigio pallido, passando per il grigio scuro; questo crea un netto contrasto con il resto della testa, dando la sensazione che l'uccello indossi una sorta di cappello o di cappuccio. Le parti inferiori sono interamente di colore da bianco a grigio chiaro. Diversamente dai loro genitori, i giovani sono molto colorati. Hanno parti superiori marroni con piccoli bordi bianchi e tre larghe bande caudali nettamente visibili. Il cappuccio e la nuca sono separati dalla mantellina da un largo collare rosso che si sviluppa verso l'alto fino alle guance e verso il basso fino al petto. Fatta eccezione per il petto, il resto delle parti inferiori ha una colorazione di fondo bianca, ma con grande abbondanza di ornamenti: larghe sbavature nere, qualche striscia longitudinale scura sulla gola e macchie nere sul petto, oltre a barre e scaglioni sul ventre. Le barre sono più fitte nella regione dei fianchi e sulle cosce. Negli esemplari di tutte le età, i sopraccigli, le redini e l'anello orbitale sono gialli. Combinati con la cera dello stesso colore, danno alla faccia una colorazione decisamente giallastra. Anche le zampe sono gialle.

### Voce
In volo, produce uno schiamazzìo o un parlottìo rapido, un kek-kek-kek-kek-kek-kek che ricorda moltissimo quello dello sparviere bicolore (Accipiter bicolor), ma più rallentato e trascinato verso la fine. Per quanto riguarda le altre circostanze, non abbiamo informazioni al riguardo.

## Biologia
Questo uccello viene generalmente descritto come timido e discreto, ma in Argentina e Colombia alcuni individui si appollaiano talvolta ai bordi delle strade e ai margini delle radure, il che consente di osservarli in condizioni ottimali. Gli sparvieri pettogrigio vengono spesso avvistati da soli. Quando cacciano, si appollaiano a grandi altezze nella chioma semi-aperta di un albero emergente. Restano in questa posizione per alcuni minuti, scrutando i dintorni con frequenti movimenti della testa, e poi si alzano rapidamente in volo verso un altro albero svettante. Possono così visitare successivamente numerosi alberi di grandi dimensioni prima di passare all'azione. Quando stimano che sia arrivato il momento propizio, volano rapidamente e si tuffano in picchiata all'interno di uno stormo di uccelli. Nel nord del Perù, sono stati visti tuffarsi a due riprese all'interno dello stesso stormo, per poi ripartire emettendo potenti schiamazzi. Le popolazioni meridionali, cioè quelle che vivono in Paraguay, nel nord dell'Argentina e nell'estremità meridionale del Brasile, sono probabilmente migratrici. Nidificano qui durante i mesi umidi dell'estate australe, vale a dire da novembre a fine febbraio, per poi attraversare il tropico del Capricorno in direzione nord. Sembra corroborare questa affermazione il fatto che le rare presenze segnalate in Colombia vengono registrate solamente nel periodo che va da marzo a giugno.

### Alimentazione
La dieta di questa specie non è nota nei dettagli, ma probabilmente è costituita da piccoli passeriformi. Le zampe e i piedi possenti, oltre al basso grado di dimorfismo sessuale e alla predilezione per gli habitat di foresta umida suggeriscono che questo rapace adotti piuttosto una dieta mista. Può darsi anche che sia specializzato nella cattura di lucertole, rane arboricole e insetti che vivono in ambienti umidi. Si ritiene che cacci soprattutto alla posta.

### Riproduzione
Per quanto riguarda la riproduzione, abbiamo a disposizione solo poche informazioni dettagliate. Il nido e le uova non sono mai stati descritti. Nella parte meridionale dell'areale, lo sparviero pettogrigio nidifica quasi certamente da novembre a marzo, periodo corrispondente all'estate australe. In quella settentrionale, potrebbe riprodursi da aprile a giugno, periodo coincidente con l'inizio dell'inverno australe. Tuttavia, è possibile che gli esemplari avvistati in quest'ultima regione siano semplici migratori invernali.

## Distribuzione e habitat
Gli sparvieri pettogrigio frequentano le foreste tropicali di pianura, dove talvolta si spingono fino in prossimità dei loro bordi. Si incontrano anche negli appezzamenti in corso di rigenerazione ormai giunti alla maturità e in altre aree boschive fitte. Si insediano volentieri nelle cortine di alberi che costeggiano i corsi d'acqua. In linea di massima, questi uccelli possono essere osservati solo al di sotto dei 500 metri di altitudine.
Gli sparvieri pettogrigio sono originari dell'America del Sud. Il loro areale si estende ad est delle Ande, dal nord della Colombia e dal nord-est dell'Ecuador, dal sud del Venezuela e dalle Guyane in direzione sud, attraverso il Brasile, fino al nord della Bolivia, l'est del Perù, il sud-est del Paraguay e l'estremità settentrionale dell'Argentina (provincia di Misiones). Nonostante la vastissima superficie del suo territorio, la specie è considerata monotipica.

## Conservazione
Questo uccello è troppo poco conosciuto. Nel suo Handbook of the Birds of the World, Del Hoyo propone una popolazione globale inferiore alle 10.000 unità, ma tenuto conto dell'attuale stato di conoscenze, è possibile che questa cifra sia sottostimata. L'unica valutazione della sua densità di popolazione proviene da uno studio realizzato in Guyana francese, dove venne stimata una densità di 3 esemplari ogni 100 chilometri quadrati. La specie è classificata come «prossima alla minaccia» (Near Threatened).